# Timebelle
I Timebelle sono un gruppo musicale svizzero formatosi a Berna.

## Storia
Il gruppo è composto da Miruna Mănescu, dal batterista Samuel Forster e dal polistrumentista Emanuel Daniel Andriescu. Tra i membri del passato figurano il fisarmonicista Rade Mijatović, il chitarrista Christoph Siegrist e il bassista Sándor Török. Il nome deriva dal Zytglogge, uno dei principali monumenti di Berna.
I Timebelle hanno rappresentato la Svizzera nell'Eurovision Song Contest 2017 con la canzone Apollo che si è classificata dodicesima nella seconda semifinale. In precedenza avevano tentato di rappresentare la Svizzera nell'Eurovision Song Contest 2015 con la canzone Singing About Love, ma non ci sono riusciti classificandosi secondi dietro a Mélanie René.

## Formazione
- Miruna Mănescu – voce
- Samuel Forster – batteria
- Emanuel Daniel Andriescu – sassofono, clarinetto, pianoforte

### Ex componenti
- Rade Mijatović – fisarmonica
- Christoph Siegrist – chitarra
- Sándor Török – basso

## Discografia

### EP
- 2015 – Desperado

### Singoli
- 2015 – Singing About Love
- 2015 – Desperado
- 2015 – Are You Ready
- 2017 – Apollo
- 2018 – Tócame (feat. SunStroke Project)